# اشپورت فقاند زیگن
اشپورت فقاند زیگن یک باشگاه فوتبال در آلمان واقع در شهر زیگن است. پس از ورشکستگی در سال ۲۰۰۸، این تیم از دسته اول به اجبار به لیگ دسته پنجم سقوط کرد. تیم زیگن در سال ۲۰۱۲ موفق به صعود به لیگ دسته چهار شد اما همچنان با مشکلات دست به گریبان بود و بین لیگ دسته چهار و پنج جابه‌جا می‌شد. در سال ۲۰۱۷، باشگاه مجبور شد برای بار دوم اعلام ورشکستگی کند. ورزشگاه خانگی این تیم لیمباخ اشتادیوم است که دارای گنجایش ۱۸٬۵۰۰ نفر است.